# Jean Fischer
|  | No s'ha de confondre amb Johann Fischer. |

Jean Fischer (francès: Jean-Baptiste Fischer)  (Brunstatt, 30 de març de 1867 - Cachan, 13 de març de 1935) va ser un ciclista francès que va córrer a cavall dels segles xix i xx.
Va començar la seva carrera com a ciclista professional el 1899, any en què va acabar 10è la París-Roubaix. El seu principal èxit l'aconseguí el 1901 amb una victòria a la París-Tours. El 1903 va participar al primer Tour de França, on fou cinquè de la classificació final. El 1905 abandonà en la darrera etapa del Tour de França.

## Resultats
- 1899
  - 10è a la París-Roubaix
- 1901
  - 1r a la París-Tours
  - 3r a la Bordeus-París
  - 7è a la París-Roubaix
- 1902
  - 6è a la París-Roubaix
- 1903
  - 5è al Tour de França
  - 6è a la París-Roubaix
- 1905
  - Abandona al Tour de França (11a etapa)